# Décès en octobre 1999
Décès
- 1995
- 1996
- 1997
- 1998
- 1999
- 2000
- 2001
- 2002
- 2003

Pour une information complémentaire, voir la page d'aide.

| Date          | Nom                          | Activités                                                                         | Âge | Source |
| ------------- | ---------------------------- | --------------------------------------------------------------------------------- | --- | ------ |
| date inconnue | Carlos Verdeal               | footballeur argentin                                                              | 77  |        |
| 2 octobre     | Lee Richardson               | acteur américain.                                                                 | 73  |        |
| 4 octobre     | Bernard Buffet               | peintre français                                                                  | 71  |        |
| 4 octobre     | Art Farmer                   | trompettiste de jazz américain                                                    | 71  |        |
| 6 octobre     | George Beck                  | scénariste, producteur, réalisateur et acteur américain                           | 92  |        |
| 6 octobre     | Amália Rodrigues             | chanteuse portugaise de fado                                                      | 79  |        |
| 6 octobre     | Tatevik Sazandarian          | chanteuse d'opéra arménienne                                                      | 83  |        |
| 9 octobre     | Milt Jackson                 | vibraphoniste de jazz américain                                                   | 76  |        |
| 11 octobre    | Leo Lionni                   | écrivain italien naturalisé américain, illustrateur et auteur d'ouvrages jeunesse | 89  |        |
| 12 octobre    | Wilt Chamberlain             | basketteur américain                                                              | 63  |        |
| 15 octobre    | André Bricka                 | peintre paysagiste français                                                       | 77  |        |
| 15 octobre    | Terry Gilkyson               | musicien, chanteur, compositeur et parolier américain                             | 83  | (en)   |
| 18 octobre    | Joseph Piatek                | footballeur français                                                              | 68  |        |
| 19 octobre    | Nathalie Sarraute            | femme de lettres française                                                        | 99  |        |
| 21 octobre    | Horst Krüger                 | écrivain allemand                                                                 | 80  |        |
| 21 octobre    | Paul Vatine                  | navigateur français                                                               | 42  |        |
| 23 octobre    | András Hegedüs               | homme d'État hongrois.                                                            | 76  |        |
| 24 octobre    | Christophe Niesser           | footballeur français.                                                             | 33  |        |
| 25 octobre    | Payne Stewart                | joueur de golf américain                                                          | 42  |        |
| 25 octobre    | Pierre Meyrand               | Acteur français.                                                                  | 67  |        |
| 26 octobre    | Hoyt Axton                   | acteur, chanteur et compositeur américain                                         | 61  |        |
| 26 octobre    | Guy-Max Hiri                 | artiste peintre, dessinateur et lithographe français                              | 71  |        |
| 27 octobre    | Lois Collier                 | actrice américaine                                                                | 80  |        |
| 27 octobre    | Frank De Vol                 | compositeur et acteur américain                                                   | 88  |        |
| 28 octobre    | Rafael Alberti               | écrivain espagnol                                                                 | 96  |        |
| 29 octobre    | Michel Greg (Michel Régnier) | créateur de bande dessinée                                                        | 68  |        |
| 30 octobre    | Éric Vasberg                 | Acteur français.                                                                  | 67  |        |
| 31 octobre    | Howard Ferguson              | compositeur, pianiste, pédagogue et musicologue britannique                       | 91  |        |
| 31 octobre    | Greg Moore                   | pilote automobile canadien                                                        | 24  |        |